# Chiesa dei Santi Teresa e Giovanni della Croce dei Carmelitani
La chiesa dei Santi Teresa e Giovanni della Croce dei Carmelitani era una chiesa di Roma che sorgeva nella piazza del Monte di Pietà, nel rione Regola. Era dedicata a santa Teresa d'Avila e a san Giovanni della Croce, i fondatori dell'ordine dei carmelitani scalzi.

## Storia

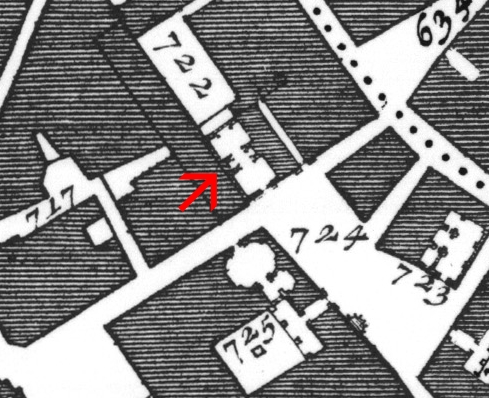
La chiesa (indicata dalla freccia rossa) nella mappa di Roma di Giovanni Battista Nolli (1748).

Il cardinale Maffeo Barberini, il futuro papa Urbano VIII, fece costruire un grande palazzo lungo la via Giubbonari nel secolo diciassettesimo, noto come palazzo Barberini ai Giubbonari. Nel 1630, il palazzo passò a Taddeo Barberini che, tra le altre decisioni, fece costruire un grande vestibolo con dodici colonne in granito orientale. Il palazzo rimase alla famiglia Barberini fino al 1734, quando fu venduto per servire come curia generale dell'ordine dei carmelitani scalzi. Essi convertirono il vestibolo in una chiesa e la consacrarono a santa Teresa e san Giovanni della Croce.
Già nel 1759, i frati trasferirono la curia nel palazzo Rocci, nella via di Monserrato, un luogo più piccolo e più economico da mantenere. Il palazzo antico fu acquistato dal Monte di Pietà, che autorizzò la sconsacrazione della chiesa, la quale tornò ad essere il vestibolo del palazzo. In compenso, la piccola chiesa di Santa Teresa a Monserrato venne eretta accanto alla nuova sede. I dipinti di Gaspare Serenari e Giuseppe Peroni e una copia di un dipinto di Carlo Maratta furono trasferiti nella nuova chiesa. La chiesa, pertanto, tornò a essere l'atrio del palazzo.

## Descrizione
L'ingresso principale dalla piazza conduceva a una sala trasversale quasi quadrata. Un'altra sala delle stesse dimensioni si trovava dopo un portale con un arco doppio poggiante su due coppie di lesene e, da lì si raggiungeva il cortile del palazzo. La chiesa era formata da due sale. La facciata del palazzo, con il suo grande portale, non è molto importante a livello artistico. Non c'è nessun altra traccia della chiesa che sorgeva nel luogo. Nei dintorni si trovavano anche la chiesa di San Martino ai Pelamantelli (distrutta) e la cappella della Trinità al Monte di Pietà (sconsacrata).